# 奇塔德拉城堡
奇塔德拉是位於马耳他戈佐岛維多利亞的一座城堡。该地区自青铜时代起就有人居住，据说现在城堡所处的位置曾是腓尼基-古罗马时期的一座衛城。
在中世纪时期，卫城被改造成一座城堡，成为戈佐岛居民的避难所。到了15世纪，城墙外的區域开始发展。1551年，奥斯曼帝国的军队入侵戈佐岛并洗劫了城堡。1868年4月1日後，奇塔德拉城堡不再有軍事功能。